# Canton de Ferrette
Le canton de Ferrette est une ancienne division administrative française, située dans le département du Haut-Rhin, en région Grand Est.

## Composition
Le canton de Ferrette regroupe 30 communes :
|  | - Bendorf - Bettlach - Biederthal - Bouxwiller - Courtavon - Durlinsdorf - Durmenach - Ferrette (chef-lieu) - Fislis - Kiffis - Kœstlach - Levoncourt - Liebsdorf - Ligsdorf - Linsdorf - Lucelle - Lutter - Mooslargue - Muespach-le-Haut - Muespach - Mœrnach - Oberlarg - Oltingue - Raedersdorf - Roppentzwiller - Sondersdorf - Vieux-Ferrette - Werentzhouse - Winkel - Wolschwiller |

## Représentation

### Conseillers généraux de 1833 à 1871 et de 1919 à 2015
| Période         | Période      | Identité                        | Étiquette                                                      | Qualité                                                                      |
| --------------- | ------------ | ------------------------------- | -------------------------------------------------------------- | ---------------------------------------------------------------------------- |
| 1833            | 1845         | François Joseph Enderlin        |                                                                | Cultivateur, percepteur et aubergiste Maire de Durlinsdorf                   |
| 1845            | 1848         | Louis Xavier Eugène Schirmer    |                                                                | Conseiller à la Cour d'appel de Colmar                                       |
| 1848            | 1852         | Charles Joseph Philibert Cassal |                                                                | Notaire, maire de Ferrette (1848-1852)                                       |
| 1852            | 1866 (décès) | Louis Xavier Eugène Schirmer    |                                                                | Conseiller à la Cour d'appel de Colmar                                       |
| 1866            | 1870         | François Joseph Boehler         |                                                                | Maire de Ferrette (1866-1870)                                                |
|                 |              |                                 |                                                                |                                                                              |
| 1919            | 1927 (décès) | Louis Charles Touvet            |                                                                | Maire de Ferrette (1911-1915 et 1918-1927)                                   |
| 1927            | 1937         | Emile Thony                     | Association pour la Nouvelle Alsace (APNA) Catholique national | Notaire à Ferrette                                                           |
| 1937            | 1940         | Henry Boltz                     | UPR                                                            | Médecin à Ferrette                                                           |
|                 |              |                                 |                                                                |                                                                              |
| 1945            | 1958         | Emile Thony                     | MRP puis RS                                                    | Notaire à Ferrette                                                           |
| 1958            | 1958 (décès) | René Blauel (1920-1958)         | DVD                                                            | Ancien résistant, conseiller municipal de Ferrette                           |
| 22 février 1959 | 1982         | Alphonse Jenn                   | UNR puis UDR puis DVD                                          | Clerc de notaire Député (1967-1973) Maire de Ferrette                        |
| 1982            | 2001         | Pierre Brand                    | UDF                                                            | Cadre bancaire Maire de Steinsoultz (1988-1998)                              |
| 2001            | 2015         | Dominique Dirrig                | DVD                                                            | Responsable de groupe technique chez EDF-GDF Maire de Bouxwiller (2001-2020) |

### Conseillers d'arrondissement (de 1833 à 1871 et de 1919 à 1940)
| Période                                  | Période | Identité                          | Étiquette | Qualité |
| ---------------------------------------- | ------- | --------------------------------- | --------- | --- |
| 1833                                     | 1848    | André Touvet (1798-1869)          |           | Tanneur, maire de Ferrette (1835-1848, 1852-1863)                                                           |
|                                          |         |                                   |           | |
| 1919                                     | 1928    | Achille-Louis Humbert (1877-1958) |           | Meunier et agriculteur à Courtavon                                                                          |
| 1919                                     | 1940    | Xavier Wittig (1872-1949)         | UPR       | Maire de Oltingen                                                                                           |
| 1928                                     | 1940    | Jules Brugger (1871-1951)         | UPR       | Cultivateur et entrepreneur de transports à Ligsdorf                                                        |
| 1940                                     |         |                                   |           | Les conseils d'arrondissement ont été suspendus par la loi du 12 octobre 1940 et n'ont jamais été réactivés |
| Les données manquantes sont à compléter. |         |                                   |           | |